# Flachères
Flachères és un municipi francès situat al departament de la Isèra i a la regió d'Alvèrnia-Roine-Alps. L'any 2007 tenia 450 habitants.

## Demografia

### Població
El 2007 la població de fet de Flachères era de 450 persones. Hi havia 168 famílies de les quals 36 eren unipersonals (16 homes vivint sols i 20 dones vivint soles), 48 parelles sense fills, 80 parelles amb fills i 4 famílies monoparentals amb fills.
La població ha evolucionat segons el següent gràfic:
Habitants censats

### Habitatges
El 2007 hi havia 205 habitatges, 170 eren l'habitatge principal de la família, 27 eren segones residències i 8 estaven desocupats. 197 eren cases i 8 eren apartaments. Dels 170 habitatges principals, 149 estaven ocupats pels seus propietaris, 20 estaven llogats i ocupats pels llogaters i 1 estava cedit a títol gratuït; 2 tenien una cambra, 1 en tenia dues, 10 en tenien tres, 49 en tenien quatre i 108 en tenien cinc o més. 128 habitatges disposaven pel capbaix d'una plaça de pàrquing. A 52 habitatges hi havia un automòbil i a 106 n'hi havia dos o més.

### Piràmide de població
La piràmide de població per edats i sexe el 2009 era:
| Homes | Edats   | Dones |
| ----- | ------- | ----- |
| 0     | 95 o +  | 0     |
| 0     | 90 a 94 | 0     |
| 0     | 85 a 89 | 4     |
| 0     | 80 a 84 | 4     |
| 4     | 75 a 79 | 4     |
| 4     | 70 a 74 | 8     |
| 8     | 65 a 69 | 0     |
| 4     | 60 a 64 | 12    |
| 8     | 55 a 59 | 0     |
| 8     | 50 a 54 | 8     |
| 12    | 45 a 49 | 16    |
| 8     | 40 a 44 | 16    |
| 16    | 35 a 39 | 8     |
| 16    | 30 a 34 | 16    |
| 0     | 25 a 29 | 12    |
| 16    | 20 a 24 | 12    |
| 16    | 15 a 19 | 8     |
| 4     | 10 a 14 | 8     |
| 20    | 5 a 9   | 8     |
| 12    | 0 a 4   | 4     |

## Economia
El 2007 la població en edat de treballar era de 285 persones, 219 eren actives i 66 eren inactives. De les 219 persones actives 209 estaven ocupades (111 homes i 98 dones) i 10 estaven aturades (3 homes i 7 dones). De les 66 persones inactives 30 estaven jubilades, 18 estaven estudiant i 18 estaven classificades com a «altres inactius».

### Ingressos
El 2009 a Flachères hi havia 180 unitats fiscals que integraven 491 persones, la mediana anual d'ingressos fiscals per persona era de 17.736 €.

### Activitats econòmiques
Dels 7 establiments que hi havia el 2007, 1 era d'una empresa de fabricació d'altres productes industrials, 2 d'empreses de construcció, 1 d'una empresa de comerç i reparació d'automòbils, 1 d'una empresa d'hostatgeria i restauració, 1 d'una empresa immobiliària i 1 d'una empresa classificada com a «altres activitats de serveis».
Dels 3 establiments de servei als particulars que hi havia el 2009, 1 era un taller de reparació d'automòbils i de material agrícola, 1 perruqueria i 1 restaurant.
L'any 2000 a Flachères hi havia 15 explotacions agrícoles que ocupaven un total de 310 hectàrees.

## Equipaments sanitaris i escolars
El 2009 hi havia una escola elemental.

## Poblacions més properes
El següent diagrama mostra les poblacions més properes.